# Блаженство (фильм, 1997)
«Блаженство» — американская эротическая драма 1997 года, дебютная работа сценариста и режиссёра Лэнса Янга. Главные роли сыграли Шерил Ли, Крейг Шеффер и Теренс Стэмп. В фильме также появляются сцены с участием сестры Лэнса Янга, Ли Тейлор-Янг, а также Молли Паркер. Сюжет вращается вокруг молодой супружеской пары, которые пытаются решить проблемы, влияющие на их сексуальную жизнь. Фильм также представляет собой скрытый анализ учений о тантрическом сексе.
Внимание СМИ к фильму было ограничено, мнение критиков разделилось. Он был представлен на открытии Международного кинофестиваля в Сан-Франциско.

## Сюжет
Мария (Шерил Ли) и Джозеф (Крейг Шеффер) — молодая пара, состоящая в браке всего полгода, но уже столкнувшаяся с проблемами, которые мешают им наслаждаться полноценной сексуальной жизнью. В попытке решить эту проблему они обращаются к брачному консультанту Альфреду (Сполдинг Грей). В процессе Джозефа потрясает, что у Марии никогда не было подлинного оргазма, когда они занимались любовью друг с другом. Тем временем Мария, недовольная результатами традиционного психоаналитического подхода Альфреда, обращается к Балтазару (Теренс Стэмп).
Джозеф работает проектировщиком на стройке. Однажды, находясь на работе, коллеги Джозефа по проекту приглашают его шпионить за стариком, который занимается сексом с рыжей. Только когда он решает посмотреть в объектив телескопа, то узнаёт, что одна из женщин — Мария. А старик — Балтазар, альтернативный сексопатолог, который занимается сексом со своими пациентами в качестве части своей техники. Разъярённый Джозеф устраивает Балтазару очную ставку по поводу отношений с его женой, но в ходе событий он сам становится пациентом. Во время одной из своих попыток практиковать методы, используемые Балтазаром, Джозеф вызывает у Марии судороги, которые приводят к её госпитализации. В это время выясняется, что дисфункция её половой жизни связана с инцестуозным сексуальным насилием, которому она подверглась в детстве, совершённым её отцом. Теперь она намерена противостоять воспоминаниям о своём прошлом, чтобы восстановиться.

## В ролях
| Актёр         | Роль     |
| ------------- | -------- |
| Шерил Ли      | Мария    |
| Крейг Шеффер  | Джозеф   |
| Теренс Стэмп  | Балтазар |
| Кейси Семашко | Таннер   |
| Сполдинг Грей | Альфред  |
| Ли Тейлор-Янг | Рыжая    |
| Лоис Чайлз    | Ева      |
| Блю Манкума   | Ник      |
| Кен Камру     | Хэнк     |
| Памела Перри  | Дотти    |
| Эли Габай     | Карлос   |
| Молли Паркер  | Конни    |

## История создания

### Кастинг
Шерил Ли изучала психологию и посещала тантрический секс-семинар, готовясь к роли Марии. Крейг Шеффер был нанят на главную роль в этом фильме после того, как Ли Тейлор-Янг рекомендовала его своему брату Лэнсу Янгу. И Ли, и Крейг работали вместе в сериале «Хэмптонс». Ли играла мать Крейга Шеффера в этом сериале из 5 эпизодов.

### Музыкальное сопровождение фильма
Саундтрек к фильму написан польским композитором Яном А. П. Качмареком (номинированным на премию «Оскар» за лучшую оригинальную музыку к фильму за «Волшебную страну»). Саундтрек сопровождался аллюзиями на классический оркестр, в основном в сопровождении фортепиано или скрипки, а иногда и сопрано.

## Критика
Фильм получил неоднозначные отзывы критиков как в ведущих СМИ, так и в небольших изданиях. Игра Шеффера и Ли были жёстко раскритикованы Стефеном Холденом из «The New York Times», который упомянул, что «актёры едва ли заслуживают хотя бы половину Золотой Звезды за то, что притворяются, что серьёзно относятся к этому материалу, ни Шеффер, ни Ли не могут сделать своих персонажей яппи симпатичными».
Ричард фон Бусак придерживался аналогичного мнения относительно актёрской игры Ли, отмечая, что «почти бесполезный и как эротика, и как терапия, „Блаженство“ растрачивает Ли. Так же, как во мстительности она хороша, она так же всё ещё ужасно сопливая, как плакса». В то же время и Ли, и Шеффер были воспеты как чрезвычайно многоуровневые, мощные физически и бесстрашные Джеффри М. Андерсоном из «Combustible Celluloid».
Теренс Стэмп был единодушно признан предсказуемо хорошим и отлично подходящим для обычной роли терапевта. Отойдя от качества самой актёрской игры, Кевин Томас из «Лос-Анджелес таймс» почувствовал, что фильм терпит неудачу в первую очередь из-за сценария и режиссёрской работы Янга. Он подчеркивает, что информация о характере Марии упоминается другими ведущими персонажами, а не открывается зрителю по ходу сюжета фильма. Другой момент, который поднимает Томас, заключается в том, что существует значительный дисбаланс на уровне графического изображения сексуальных сцен на основе гендерного участия. Несмотря на то, что в фильме есть обширные сексуальные сцены с участием женского персонажа (Мария) и мужского персонажа (Джозеф), он указывает, что фильм становится консервативным, когда дело доходит до эквивалентных сцен между двумя мужскими персонажами (Джозеф и Балтазар).
С чем критики согласились единодушно по всем пунктам — это то, что в фильме множество эротических сцен. Настолько, что его можно принять за учебное пособие о сексе. Несмотря на различные мнения о качестве фильма в целом, критики в общем признали, что тема, затронутая в фильме, очень важна.

### Споры
Значительные разногласия возникли относительно рейтинга фильма из-за обширных эротических сцен, диалога на тему сильного пола, а также довольно новой в то время темы, которую он поднимает. В результате, он был первоначально получил рейтинг «Лица 17-летнего возраста и младше на фильм не допускаются» Американской ассоциацией кинокомпаний, который был сильно оспорен молодёжью. После длительного процесса многочисленных повторных рассмотрений Американской ассоциацией кинокомпаний и аргументации его дела перед специальным Апелляционным советом, фильм был в конечном итоге выпущен с рейтингом «Лица, не достигшие 17-летнего возраста, допускаются на фильм только в сопровождении одного из родителей, либо законного представителя» в американских кинотеатрах. Окончательная версия фильма пострадала от нескольких вырезанных сцен и редактирования сценария.

## Прокат и релизы
Премьера фильма состоялась в выходные с 6 по 8 июня в США, и в первые выходные после его выпуска кассовые сборы составили 54 547 долларов. В конечном счёте картина собрала 294 064 долларов.